# Luis Donaldo Colosio Murrieta, Cárdenas
Luis Donaldo Colosio Murrieta är en ort i Mexiko.   Den ligger i kommunen Cárdenas och delstaten Tabasco, i den sydöstra delen av landet, 600 km öster om huvudstaden Mexico City. Luis Donaldo Colosio Murrieta ligger 19 meter över havet och antalet invånare är 605.
Terrängen runt Luis Donaldo Colosio Murrieta är mycket platt. Runt Luis Donaldo Colosio Murrieta är det ganska tätbefolkat, med 155 invånare per kvadratkilometer. Närmaste större samhälle är Cárdenas, 9,2 km söder om Luis Donaldo Colosio Murrieta. Trakten runt Luis Donaldo Colosio Murrieta består till största delen av jordbruksmark.